# Ispettore Lestrade
L'ispettore G. Lestrade (/lɛˈstreɪd/ o /lɛˈstrɑːd/) è un personaggio immaginario inventato da Arthur Conan Doyle per le sue avventure di Sherlock Holmes.

## Il personaggio

### Biografia
Lestrade compare sin dal primo romanzo di Sherlock Holmes, Uno studio in rosso (1887). Qui Holmes osserva che i due migliori ispettori di Scotland Yard sono Lestrade e Tobias Gregson e riconosce l'acume e l'energia di entrambi, sottolineandone però anche la totale mancanza di immaginazione deduttiva.
Nei primi casi in cui appare, Lestrade nutre forti riserve sui metodi di Holmes, e quest'ultimo non manca di replicare in modo altrettanto scortese. I loro rapporti sembrano migliorare nelle avventure scritte in seguito, tanto che i due iniziano a nutrire non solo reciproco rispetto lavorativo, ma, alla fine, autentica amicizia.

### Aspetto fisico
Il dottor Watson, narratore di quasi tutte le avventure di Holmes, è solito descrivere Lestrade come minuto e svelto, assimilandolo a un furetto. A volte ne sottolinea la tenacia di segugio, paragonandola a quella di un bulldog.

### Linguaggio
In L'avventura del nobile scapolo, Lestrade utilizza un linguaggio di base, della classe rurale, privo di abbellimenti ma ricco di parole arcaiche. In realtà, l'uso di parole arcaiche nel linguaggio dell'ispettore è una scelta precisa di Conan Doyle. Fra l '800 e il '900, infatti, la polizia londinese reclutava molti uomini provenienti dalle aree rurali del Sussex e del Kent. Con il linguaggio di Lestrade, Doyle voleva rappresentare proprio questa situazione.

## Apparizioni
| Titolo                                    | Data di svolgimento | Data di pubblicazione | Luogo                                    |
| ----------------------------------------- | ------------------- | --------------------- | ---------------------------------------- |
| Uno studio in rosso                       | 1881                | 1887                  | Londra                                   |
| L'avventura della scatola di cartone      | 1890                | 1893                  | Londra, Belfast                          |
| L'avventura del nobile scapolo            | 1888                | 1892                  | Londra                                   |
| Il mistero di Boscombe Valley             | 1889                | 1891                  | Herefordshire                            |
| Il mastino dei Baskerville                | 1889                | 1901                  | Devon                                    |
| L'avventura della casa vuota              | 1894                | 1903                  | Londra                                   |
| L'avventura della seconda macchia         | 1888                | 1905                  | Londra                                   |
| L'avventura del costruttore di Norwood    | 1894                | 1903                  | Norwood                                  |
| I piani Bruce-Partington                  | 1895                | 1908                  | Woolwich                                 |
| L'avventura di Charles Augustus Milverton | ?                   | 1904                  | Hampstead, ora London Borough of Camden. |
| L'avventura dei sei Napoleoni             | 1900                | 1904                  | Londra                                   |
| La scomparsa di Lady Frances Carfax       | ?                   | 1911                  | Losanna                                  |
| L'avventura di Three Garridebs            | 1902                | 1924                  | Middlesex                                |

## Interpreti

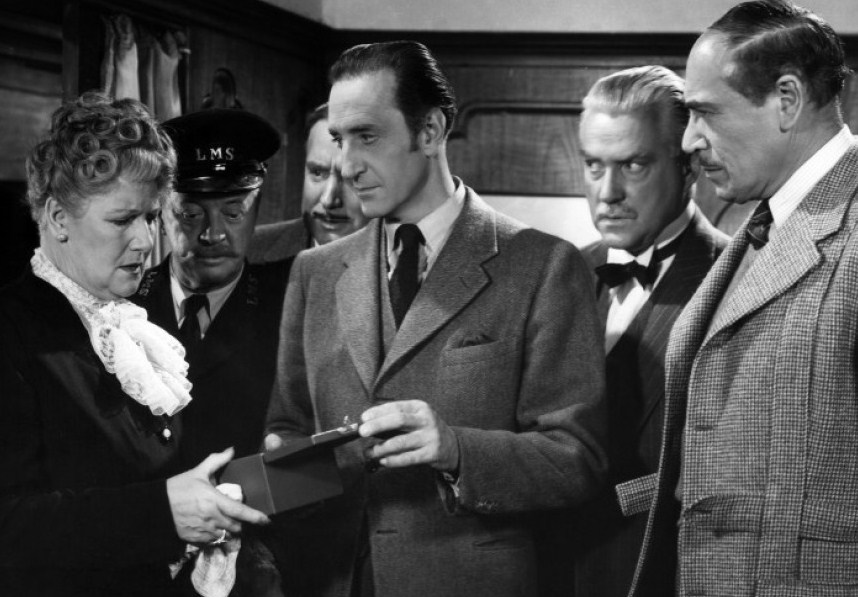
Dennis Hoey (a destra) con Basil Rathbone e Nigel Bruce nel film Terrore nella notte

- Nel film A Study in Scarlet (1933) Lestrade è interpretato da Alan Mowbray.
- Dennis Hoey ha interpretato Lestrade nei film:
  - Sherlock Holmes e l'arma segreta (1942) di Roy William Neill
  - Sherlock Holmes di fronte alla morte (1943) di Roy William Neill
  - La donna ragno (1943) di Roy William Neill
  - La perla della morte (1944) di Roy William Neill
  - Sherlock Holmes e la casa del terrore (1945) di Roy William Neill
  - Terrore nella notte (1946) di Roy William Neill
- Nel film Assassinio su commissione (1979) Lestrade è interpretato da Frank Finlay.
- Nel film Il mastino di Baskerville (1983) è interpretato da Ronald Lacey.
- Nel film Piramide di paura (1985) è interpretato da Roger Ashton-Griffiths.
- Nel film Senza indizio (1988) è interpretato da Jeffrey Jones.
- John Colicos ha interpretato contemporaneamente sia Lestrade sia il Professor Moriarty nell'episodio My Dear Watson della serie televisiva Alfred Hitchcock presenta (1989). Colicos e Colin Jeavons sono finora gli unici attori a interpretare sia il poliziotto che il cattivo.
- Nel film TV Sherlock Holmes ed il caso della calza di seta (2004) Lestrade è interpretato da Neil Dudgeon.
- Nel film Sherlock Holmes (2009) è interpretato da Eddie Marsan, a fianco di Robert Downey Jr. e Jude Law.
- Nella serie TV della BBC Sherlock (2010), è interpretato da Rupert Graves
- Nel film Enola Holmes (2020) è interpretato da Adeel Akhtar.